# Figueira Champions Classic
La Figueira Champions Classic es una carrera de un día profesional de ciclismo en ruta que se disputa en Portugal, en el Distrito de Coímbra, desde el año 2023.
En su creación, la carrera formó parte del UCI Europe Tour dentro de la categoría 1.1. El año 2024 subió de categoría al nivel UCI ProSeries 1.Pro.

## Palmarés
| Año  | Ganador         | Segundo         | Tercero             |
| ---- | --------------- | --------------- | ------------------- |
| 2023 | Casper Pedersen | Rune Herregodts | Marijn van den Berg |
| 2024 | Remco Evenepoel | Vito Braet      | Simone Velasco      |
| 2025 | António Morgado | Paul Magnier    | Mathias Vacek       |

## Palmarés por países
| País      | Victorias |
| --------- | --------- |
| Dinamarca | 1         |
| Bélgica   | 1         |
| Portugal  | 1         |